# インデックス・ホールディングス
株式会社インデックス・ホールディングス（英: Index Holdings Corporation）は、かつて存在した日本の持株会社。
1997年9月から2006年5月と2010年10月から2016年8月の会社破産・法人格消滅までの事業会社だった時期の社名は「株式会社インデックス」であった。本項では、持株会社のインデックス・ホールディングスと事業会社の（旧）インデックスの両方について通時的に解説する。
（旧）インデックスは2014年7月31日に破産手続開始決定を受け、2016年8月3日に破産手続が結了し、法人格が消滅した。事業を譲受したセガサミーグループの企業である株式会社アトラス（旧社名：株式会社セガドリーム）、アトラス（新社）から新設分割により（新）株式会社インデックスの社名で設立されたエキサイト株式会社の子会社であるiXIT株式会社（2016年7月1日に社名変更）の2社とは、資本関係などの繋がりは全くない別会社である。

## 概要
1995年9月に株式会社ノザーク・ビーエヌエスの社名で創業。日商岩井（後の双日）の社長人事をめぐる抗争で日商岩井を退社に追い込まれた落合正美が社長に就任した1997年に株式会社インデックスへ社名変更。日商岩井時代の落合の部下で、後に社長となる小川善美も落合の後を追うようにインデックスに入社した。以降はインターネットや携帯電話向けコンテンツの製作・提供を中心に行い、ゲームやアミューズメントの各事業を行う企業を傘下に持っていた。
かつては企業買収や第三者増資割り当てなどによる資本参加を積極的に行っていたが、同業他社の台頭や、取引銀行であった日本振興銀行が破綻した2010年以降は経営難に陥り、経済誌などの「倒産危険ランキング」では常に上位にランクインし、かつ現金前払い取引以外はインデックスと取引停止にする企業も増えていた。
このため買収した企業の売却・解散を重ね、持株会社であったものを合併によって事業会社に移行したものの、株式売却などによって民事再生法申請前のグループ会社はインデックス・アミューズメントとインデックス・デジタルメディアの2社にまで減少していた。

### 民事再生法を申請
2012年8月期まで5期連続で最終赤字を計上した。2013年8月期に、貸倒引当金の計上や繰延税金資産の取り崩しもあり、第2四半期末で多額の純損失を計上し連結で14億9000万円の債務超過となったことや、有利子負債は2013年2月末時点で193億円に膨らんでいたことや、循環取引を用いた粉飾決算の疑いで、証券取引等監視委員会から強制調査を受けた事から、2013年6月27日に民事再生手続を申し立て、同年7月4日に民事再生手続開始決定を受けた。尚、タカラトミーは、インデックスが2013年6月12日に「金融商品取引法違反容疑による証券取引等監視委員会の調査について」を公表したことを受けて保有するインデックス全株式を売却した他、フジ・メディア・ホールディングスも、派遣していた社外取締役を民事再生法申請3日前である2013年6月24日に引き上げている。
負債総額246億200万円は、国内ゲームメーカーの大型倒産としては2001年に破産したSNK（民事再生法申請時点で約380億円）に次いで2番目の規模となった。

### セガへ事業譲渡
民事再生手続に伴うスポンサー選定の結果、2013年9月18日にセガを再生スポンサーに選定したと同時に、セガが2013年9月5日に設立した100%子会社である株式会社セガドリームに2013年11月1日付でアトラスを始めとするデジタルゲーム事業（家庭用ゲーム、ソーシャルゲーム）、コンテンツ&ソリューション事業（コンテンツ配信、システム開発、遊技機関連開発受託、インターネット広告など）、アミューズメント事業（業務用アミューズメント機器の開発・販売）など事業の大半並びに上記に関連する有形固定資産・無形固定資産・知的財産を譲渡する契約を締結した。持分法適用会社であったアーデント・ウィッシュは、事業譲渡直前の2013年10月にインデックスが保有していた株式がアーデント・ウィッシュに買い戻された。
2013年11月1日に新旧分離を実施。同日付でアトラスを始めとする事業並びに、海外子会社である Index Digital Media,Inc.（後のAtlus U.S.A., Inc. ）、Index Digital Media,Inc.の親会社であるAtlus Holding, Inc.、Tiger Mob Limited.、Index Corp（Thailand）（後のIndex Asia Ltd.）、Mobi Town Ltd.の株式を、同日にセガドリームから商号変更された株式会社インデックス（以下「新社」）へ譲渡した。また、新社は分離元の同名企業であったインデックス（以下「旧社」）の有利子負債などの負債、旧社が保有していた株式は新社が譲受した前述の株式以外継承しない。以降、旧社が行ってきた事業はセガ100%子会社である新社（2014年4月1日付でアトラスに社名変更、また後にiXITとなる2代目インデックスに会社分割）で再建が図られると同時に、セガはネット関連事業に参入した。新社へ譲渡された事業に従事していた社員は旧社を一旦退職の上、一部を除き新社に再雇用された。
なお、『ビートザキャット』、『遊技機王』などの一部コンテンツは新社には譲渡されずに2013年10月31日を以ってサービスを終了した他、2013年10月31日まで旧社が使用していたコーポレートロゴ、公式サイト、Facebookページなども新社へ譲渡され、新社の公式サイトやFacebookページの情報からは、旧社のプレスリリースや会社情報などの旧社に関わる全情報や2013年10月31日以前のアトラスブランドに関する情報はそれぞれ削除された。持分法適用会社であったスタイル・インデックスも旧社の事業停止当日である同年11月1日にスタイルへ商号変更された。

### 破産手続開始
インデックス（旧社）そのものは2013年11月1日以降も民事再生手続きを続け、旧社の有利子負債などの債務の管理や整理を行う債務管理会社へ移行することとなり、以降の民事再生手続関連などの旧社に関する情報は、旧社の債務管理会社へ移行と同時に開設した旧社の公式サイトでの掲載となった。また、2014年1月には本社を新設されたインデックス（新社）と同居していたキャロットタワーから新日本池尻ビルへ移転し、新旧分離後も新旧会社が同じビルに同居するという状態を解消した。
民事再生計画では、セガへの事業譲渡で得た約141億円を原資として、債権者へ配当を行う予定であった。2014年4月までに行われていた旧社による金融商品取引法違反の調査において、連結ベースでは2011年8月期より、単体ベースでは2012年8月期よりそれぞれ債務超過（連結ベースで2011年8月期は6300万円、2012年8月期は5億6000万円の債務超過）に陥っていたことが判明し、虚偽記載で提出した2011年8月期の有価証券報告書の開示日である2011年11月30日時点でジャスダック上場廃止基準（有価証券報告書の虚偽記載かつ2期連続の債務超過）に該当していた事も明らかとなり、さらに再生債権の損害賠償請求権を有する個別の株主の氏名、債権額の把握ができず、再生債権者および再生債権総額が不明であることから、2度目の再生計画案提出期限である2014年5月9日までに再生計画案を提出する事が不可能となり、2014年4月30日に東京地裁から民事再生手続廃止並び保全管理命令を受け、2014年7月31日に東京地裁から破産手続開始決定を受けた。
破産手続開始と同時に休眠会社であったインデックス・プロダクション、スプラウト、シルバーアロー・モバイルの3社の清算手続も開始され、3社共2015年11月までに清算手続きが終了した。旧社が保有していた株式の売却も終了した。また、旧社は、破産手続開始決定前からの事項であるカプコンとの訴訟においても和解し、和解金としてカプコンに1億円を破産管財人が支払った他、健康保険料並びに厚生年金保険料が未払いであったことも明らかとなり、破産管財人が未払い分の社会保険料を支払った上で、一部を除く旧社の元社員に社会保険料の支払を請求した他、新社への事業譲渡の際の手続きが漏れていたことも発覚し、破産管財人がアトラス（新社）並びに2代目インデックス（後のiXIT）と確認書を取り交わすなどの処理を行った。
その後も旧社の換価・回収、配当手続等が進み、これらの手続が完了したことから、2016年8月3日に東京地裁から破産手続結了の決定を受けたと同時に、法人格が消滅した。

### 粉飾決算事件
民事再生手続廃止直前の2014年4月に、東京地検が旧社の粉飾決算疑惑に関連して、旧社の元役員数人に対して任意で事情聴取を行った。
2014年5月28日、東京地検特捜部は金融商品取引法違反の容疑で、元会長の落合正美と妻で元社長の落合善美を逮捕し、世田谷区の落合夫妻の自宅や新日本池尻ビル8階にあった旧社の本社などを家宅捜索した。2012年8月期の粉飾決算に関して、取引実態がないのに商品売買を行ったように帳簿を見せかけ操作する架空売買を行い、利益の水増しを謀った疑い。同時に旧社が約80社の関連会社を使って循環取引を行っていたことも明らかとなった。同年6月16日に証券取引等監視委員会は旧：インデックス並びに落合正美と落合善美を東京地検特捜部に金融商品取引法違反（有価証券報告書の虚偽記載）で告発し、落合正美と落合善美は翌6月17日に金融商品取引法違反（有価証券報告書の虚偽記載）で東京地検特捜部から起訴された。起訴状によると、2012年11月に、2期連続の債務超過によるジャスダック上場廃止を回避するため、2012年8月期の決算において、経常利益が8600万円でかつ税金等調整前最終損益が6億500万円の赤字でかつ、純資産が4億1100万円の債務超過だったにもかかわらず、経常利益が9億1700万円で税金等調整前最終利益が2億400万円の黒字でかつ、純資産が3億9800万円の資産超過とそれぞれ記載した虚偽の連結損益計算書並びに虚偽の連結貸借対照表を記載した虚偽の有価証券報告書を提出した疑い。旧社は2013年11月に新社（2014年4月にアトラスと後にiXITとなる2代目インデックスに会社分割）へ事業譲渡して事業を停止し、民事再生手続廃止決定を受けていたことから起訴猶予となった。
2015年6月8日、落合正美と落合善美の初公判が東京地裁で行われ、初公判で検察側は「2001年8月期以降、業績達成を達成したかに装うため部下に指示して粉飾決算を続けてきた」「2012年8月期に債務超過に陥る見通しとなったため部下は落合夫妻に粉飾決算をやめるよう求めたが、好調な業績を装う事に執着していた落合夫妻は応じなかった」と指摘した。落合夫妻は「部下に指示はしていない」と起訴事実を全面的に否認した。尚、落合正美と落合善美に対する第一審判決は2016年6月14日に行われ、裁判長は「偽った程度も大きく、隠蔽工作も巧妙で悪質だ」と述べ、部下からの証言などから夫妻が粉飾決算を指示したり、隠蔽工作に加担したと認定し、夫妻へそれぞれ懲役3年、執行猶予4年（求刑：懲役3年）の判決を言い渡した。落合夫妻は東京高裁へ控訴したが、東京高裁は2017年11月7日に行われた第二審判決で、第一審の東京地裁の判決を支持する判決を下し、落合夫妻の控訴を棄却した。

## 沿革
- 1995年
  - 9月 - 株式会社ノザーク・ビーエヌエスとして設立

### インデックス（第1次）
- 1997年
  - 9月 - 社名を株式会社インデックスに変更
  - 10月 - 移動体通信端末向けコンテンツ事業に参画
- 2001年
  - 3月 - 株式を店頭登録
  - 5月 - ヌーベルグー（後のジャック・メディア・キャピタル）設立
  - 9月 - ストリーミングメディア・コミュニケーションズを子会社化（2003年9月にインデックス・ソリューションズ社名変更。後のテック・インデックス）
- 2002年
  - 9月 - タカラと共同で犬語翻訳機バウリンガルを開発・発売
- 2003年
  - 7月 - 学習研究社に出資
- 2004年
  - 2月 - マッドハウスを子会社化
  - 3月 - NECインターチャネル（後のインターチャネル）を子会社化
  - 6月 - 本多エレクトロン（後のネットインデックス、後のネクス）を子会社化
  - 10月 - フランスサッカーリーグ2部に所属するグルノーブル・フット38に資本参加
  - 11月
    - 在京キー局5社と「テモ」を設立
    - 学研の連結子会社「スリー・エー・システムズ」と資本提携（2006年9月にインデックス・ソリューションズと合併しテック・インデックスとなる）
    - 学研との合弁新会社「学研インデックス」設立

  - 12月 - 株式をジャスダックに上場。
- 2005年
  - 1月 - ゲオとの合弁会社「GEO-BB」（2006年7月にエンタウェイブに社名変更）設立
  - 4月 - コナミ（後のコナミホールディングス）が保有するタカラ株式を取得し傘下へ
  - 5月 - 在京キー局4社やスカイパーフェクト・コミュニケーションズ（後のスカパーJSAT）、幻冬舎などを引受先とする第三者割当増資を行なう
  - 7月 - ヤフー、コネクトテクノロジーズと携帯電話向けEC専門の合弁会社を設立
  - 9月
    - タカラとトミーの経営統合に参画、「タカラトミーエンタメディア」（旧：タカラモバイルエンタテインメント）を設立
    - ナムコ（後のバンダイナムコエンターテインメント）から日活を買収
    - TBSラジオ&コミュニケーションズ、田辺エージェンシー、幻冬舎と合弁で音楽配信事業への参入を発表

  - 11月 - 東京放送（TBS）とインターネット上でテレビ番組を配信する新会社を設立することで基本合意。
- 2006年
  - 4月 - インターチャネルから音楽事業子会社アイシーアベニュー音楽出版の全株式を取得、子会社化しインデックスミュージックに改称。インデックスグループでの音楽・映像事業の中核会社とする。

### インデックス・ホールディングス
- 2006年
  - 6月 - 社名を株式会社インデックス・ホールディングスに変更し、持株会社制に移行。同時に株式会社インデックス（新）を設立し、旧インデックスの全事業を移譲
  - 10月 - 同窓会支援サービスのゆびとまを運営する株式会社ゆびとまの株式について、日本スポーツ出版社（のちに経営幹部が逮捕）からの株式譲渡の基本合意を発表[50]
  - アトラス（旧社）の株式公開買い付けによる子会社化を発表
  - 11月 - 条件面で折り合いがつかず、日本スポーツ出版社とのゆびとま株式譲渡に関する基本合意を解消[51]。NIKKOからモバイル・メディアレップモビィリードを子会社インデックス・ミーメディアを通じて90%株式を取得
- 2007年
  - 3月 - ガイアックスからオンラインゲーム事業を分社したUTDエンターテインメントの発行済み全株式を取得
  - 5月 - 子会社ネットインデックス（後のネクス）がジャスダックに上場
  - 6月 - ネオ・インデックスの全株式を株式会社イビサに売却
- 2008年
  - 2月 - タカラトミーを引受先とした第三者割当増資を行い、株式を相互に持ち合うこととなる
  - 4月 - 所有していた学習研究社の株式流出を巡り、会社に対する恐喝未遂で暴力団組長らが逮捕される
- 2009年
  - 1月 - 日活の株式の一部（発行済み株式の34.0%）を日本テレビ放送網に譲渡し、子会社から持分法適用関連会社とする（同年4月に持分法適用関連会社からも除外）
  - 3月 - 日本振興銀行と株式相互保有による資本提携[10]
  - 5月20日 - データスタジアムの全株式（53.12%）を博報堂DYメディアパートナーズに譲渡
- 2010年
  - 1月 - 中小企業振興ネットワークに加盟[10]
  - 5月10日 - 株式交換により株式会社アトラスを完全子会社化
  - 7月 - 日本振興銀行の経営悪化に伴い中小企業振興ネットワーク脱退[10]
  - 9月10日 - 日本振興銀行破綻。 保有株式の減損処理が必要となる。

### インデックス（第2次）
- 2010年
  - 10月1日 - 子会社の株式会社インデックスと株式会社アトラス（旧社）を吸収合併し、事業会社に戻る（アトラスのブランドはゲーム事業として継続する）。
  - 12月1日 - 株式会社インデックス・ホールディングスから株式会社インデックスに商号変更。
- 2011年
  - 7月5日 - グルノーブル・フット38の運営から撤退。
  - この頃日本振興銀行の持つ当社の株式や債権は整理回収機構に売却された。
- 2012年
  - 7月17日 - ネットインデックス（後のネクス）が第三者割当増資と債務の株式化を行い、子会社から持分法適用関連会社となる。
- 2013年
  - 4月15日 - 2013年8月期連結決算で債務超過となる。同時に大阪証券取引所がインデックス株式を監理銘柄に指定[9]。
  - 5月30日 - ネクスの一部株式を譲渡し、持分法適用関連会社から除外。欧州子会社のインデックス・マルチメディアが更生手続きに移行し連結子会社から除外。
  - 6月12日 - 循環取引を用いた粉飾決算の疑いで、証券取引等監視委員会が強制調査を実施[52]。

### 民事再生法申請 - 破産手続開始決定
- 2013年
  - 6月27日 - 東京地裁に民事再生手続開始を申し立て(倒産)。負債額245億円[10]。
  - 7月4日 - 東京地裁から民事再生手続開始決定を受ける[11][12]。
  - 7月12日 - 平成25年8月期第3四半期報告書が提出期限である7月16日までに提出が不可能であることを発表[53]。
  - 7月28日 - 上場廃止[54]。
  - 9月18日 - 民事再生手続に伴うスポンサー選定手続においてセガをスポンサーに選定。同時にインデックスのデジタルゲーム事業・コンテンツ&ソリューション事業・アミューズメント事業の大半と関連事業を2013年11月1日付でセガドリームへ譲渡する契約を締結[15][16][17]。
  - 11月1日 - 新旧分離を実施するとともに[19]、セガドリームから商号変更したインデックス（新社、後にアトラス〈新社〉とインデックス〈2代目、後のiXIT〉へ会社分割）へ全事業を譲渡[20][21][22]。旧：インデックス（以下「旧社」）は民事再生手続を継続。同時に事業を停止し、旧社の債務管理会社へ移行[4]。
  - 11月5日 - 東京地裁から旧社に関する再生計画案提出期限が、2013年11月5日から2014年2月5日までの伸長が認められる[26]。
- 2014年
  - 1月 - 旧社の本社をキャロットタワーから新日本池尻ビル8階へ移転。
  - 2月5日 - 東京地裁から旧社に関する再生計画案提出期限が、2014年2月5日から2014年5月9日までの伸長が認められる[27]。
  - 4月 - 旧社元役員が、東京地検が旧社の粉飾決算疑惑に関して任意で事情聴取を受ける[37]。旧社による金融商品取引法違反の調査で、2011年8月期より連結ベースで債務超過になっていた事や、2011年11月時点でジャスダック上場廃止基準（有価証券報告書の虚偽記載）に該当していたことも判明。
  - 4月30日 - 東京地裁から民事再生手続廃止並び保全管理命令を受ける[28][29][30]。
  - 5月28日 - 東京地検特捜部が金融商品取引法違反の容疑で旧社の会長と社長を逮捕[38]。
  - 6月17日 - 東京地検特捜部が金融商品取引法違反の罪で旧社の会長と社長を起訴。旧社は起訴猶予処分[41]。
  - 7月31日 - 東京地裁から破産手続開始決定を受ける[31][32]。
- 2015年
  - 6月8日 - 東京地裁で元会長と元社長の初公判が開かれる[43][42]。
- 2016年
  - 6月14日 - 東京地裁における第一審で、元会長と元社長に対して第一審判決が言い渡される。判決はそれぞれ懲役3年、執行猶予4年[45][46][47]。
  - 8月3日 - 東京地裁から破産手続結了の決定を受ける。同時に法人格消滅[3]。
- 2017年
  - 11月7日 - 東京高裁における第二審で、元会長と元社長に対して第二審判決が言い渡される。判決は東京地裁における第一審判決を支持し、元会長と元社長の控訴を棄却[48][49]。

## かつての関連会社
- GEO-BB→エンタウェイブ（ゲオとの合弁） - 2008年解散
- UTDエンターテインメント（オンラインゲームの企画・開発・運営。旧ガイアックスオンラインゲーム事業部門） - 2008年解散
- インデックスキャスティング（音楽配信事業。TBSラジオ他との合弁） - 2008年解散
- インデックス・ミーメディア（インターネット広告代理店） - 2008年吸収合併
- インデックスミュージック（音楽・映像ソフト事業） - 2008年、株式譲渡によりグループ離脱（後のティー ワイ エンタテインメント）
- タカラトミー - 2008年、株式一部譲渡によりグループ離脱。
- インデックス・コミュニケーションズ（出版事業） - 2009年8月期に株式譲渡によりグループ離脱（後のジャック・メディア・キャピタル）。
- テック・インデックス（インターネットソリューション事業。インデックス・ソリューションズとスリー・エー・システムズ（旧学研グループ）が合併して発足） - 2009年、株式譲渡によりグループ離脱（後のティックス）
- 東京テレビランド（旧社、テレビショッピング番組の制作、通信販売事業） - 2009年、株式譲渡によりグループ離脱（2017年4月に同名の新会社に通信販売事業を譲渡し、旧：東京テレビランドはクリエイティブランドへ商号変更）
- インデックス（携帯電話向けコンテンツ事業。旧インデックスの事業部門を運営） - 2010年吸収合併。2013年11月にインデックス（新社、2014年4月に新：インデックス〈2代目〉へ会社分割）へ事業譲渡（後のiXIT）。
- アトラス（旧社、コンピュータゲームソフトウェアの開発・発売、アミューズメント施設の運営。タカラトミー傘下から移動） - 2010年吸収合併。2013年11月に新：インデックス（後のアトラス〈新社〉）へ事業譲渡。
- 日活 - 日本テレビやアミューズメントメディア総合学院、スカパーJSATグループにすべての株式を売却しグループ離脱
- マッドハウス - 2011年、日本テレビに対し第三者割当増資を行い、グループ離脱。
- ロッソインデックス - 2011年、株式会社シィファクトリィに大半の株式を売却しグループ離脱し、2013年7月解散。
- テモ - 2012年吸収合併
- ネクス（通信機器等の製造販売、PHSデータ通信カードの開発製造事業。旧・本多エレクトロン→ネットインデックス） - 2012年、第三者割当増資とデットエクイティスワップにより持分法適用関連会社へ。2013年、株式譲渡により持分法適用関連会社からも除外。旧：インデックスの破産手続開始後の2015年1月に保有する全株式を売却[55]。
- インデックス・マルチメディア - 2013年更生手続き開始。
- インデックス・アミューズメント（CG立体映像等の販売、アミューズメント事業、コンテンツの企画開発、展示会施設・アトラクションの設計・施工、イベントプロデュース） - 2013年12月、ダイナモピクチャーズ（後のニンテンドーピクチャーズ）にすべての株式を売却しグループ離脱（後のダイナモアミューズメント）。
- インデックス・デジタルメディア（北米・欧州で家庭用ゲームソフトの販売、ライセンス） - 2013年11月に新：インデックス（後のアトラス〈新社〉）へ事業譲渡（後のAtlus U.S.A.）。
- インデックス・ライツ
- インターチャネル（旧NECグループ）
- デックスエンタテインメント（映像ソフトの企画・制作・販売、オンラインゲームの企画・運営事業）
- 学研インデックス（学研との合弁）
- ライトウェイト (ゲーム会社)（旧スクウェア→元気子会社）
- ダイナモピクチャーズ- 2011年、事業譲渡によりグループ離脱。